# I Liceum Ogólnokształcące im. Stanisława Dubois w Koszalinie
I Liceum Ogólnokształcące im. Stanisława Dubois – najstarsze liceum ogólnokształcące w Koszalinie, powstałe we wrześniu 1945 r. oraz jedno z najlepszych liceów w Polsce i województwie zachodniopomorskim; od pierwszego rankingu, opublikowanego w 1999 r. przez miesięcznik Perspektywy oraz dziennik Rzeczpospolita, koszalińskie I LO utrzymuje się w czołówce szkół średnich. Szkoła posiada tytuł Złotej Szkoły oraz zajmuje 4. miejsce w województwie zachodniopomorskim.

## Historia szkoły

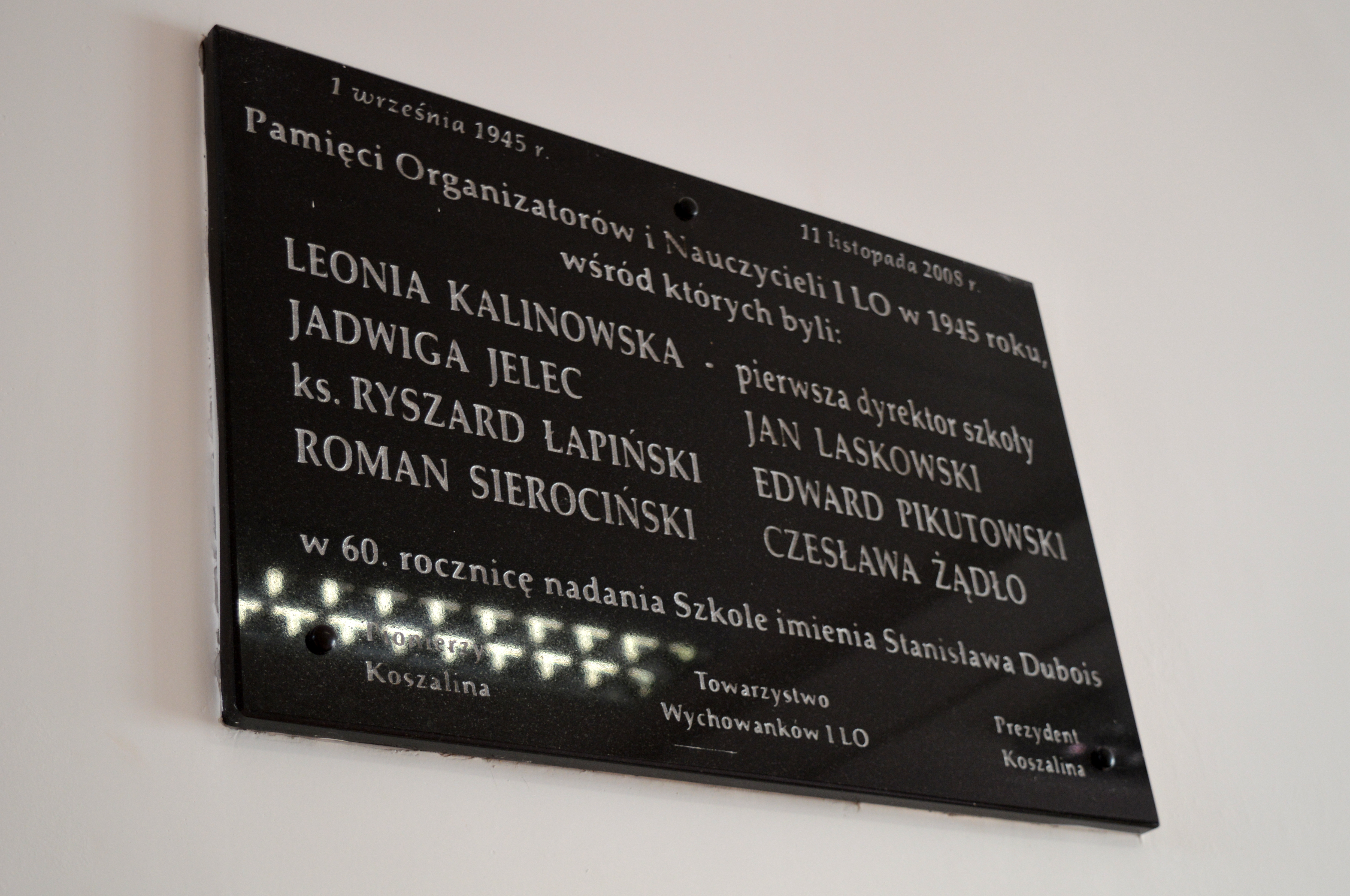
Tablica upamiętniająca pierwszych nauczycieli

Oficjalna historia I Liceum Ogólnokształcącego im. Stanisława Dubois w Koszalinie sięga 4 września 1945 r., kiedy pierwsza dyrektor szkoły, Leonia Kalinowska, zainaugurowała rok szkolny 1945/1946 w Państwowym Koedukacyjnym Gimnazjum i Liceum przy ul. Traugutta 14. Nowo powstała szkoła opierała się na strukturze przedwojennej: posiadała 4-letnie gimnazjum oparte na podbudowie siedmioletniej szkoły podstawowej oraz dwuletnie liceum dla uczniów ze świadectwem ukończenia gimnazjum. Organizatorami instytucji i pierwszymi nauczycielami byli m.in. Jadwiga Jelec, Jan Laskowski, ks. Ryszard Łapiński, Edward Pikutowski, Roman Sierociński i Czesława Żądło.

### Kalendarium

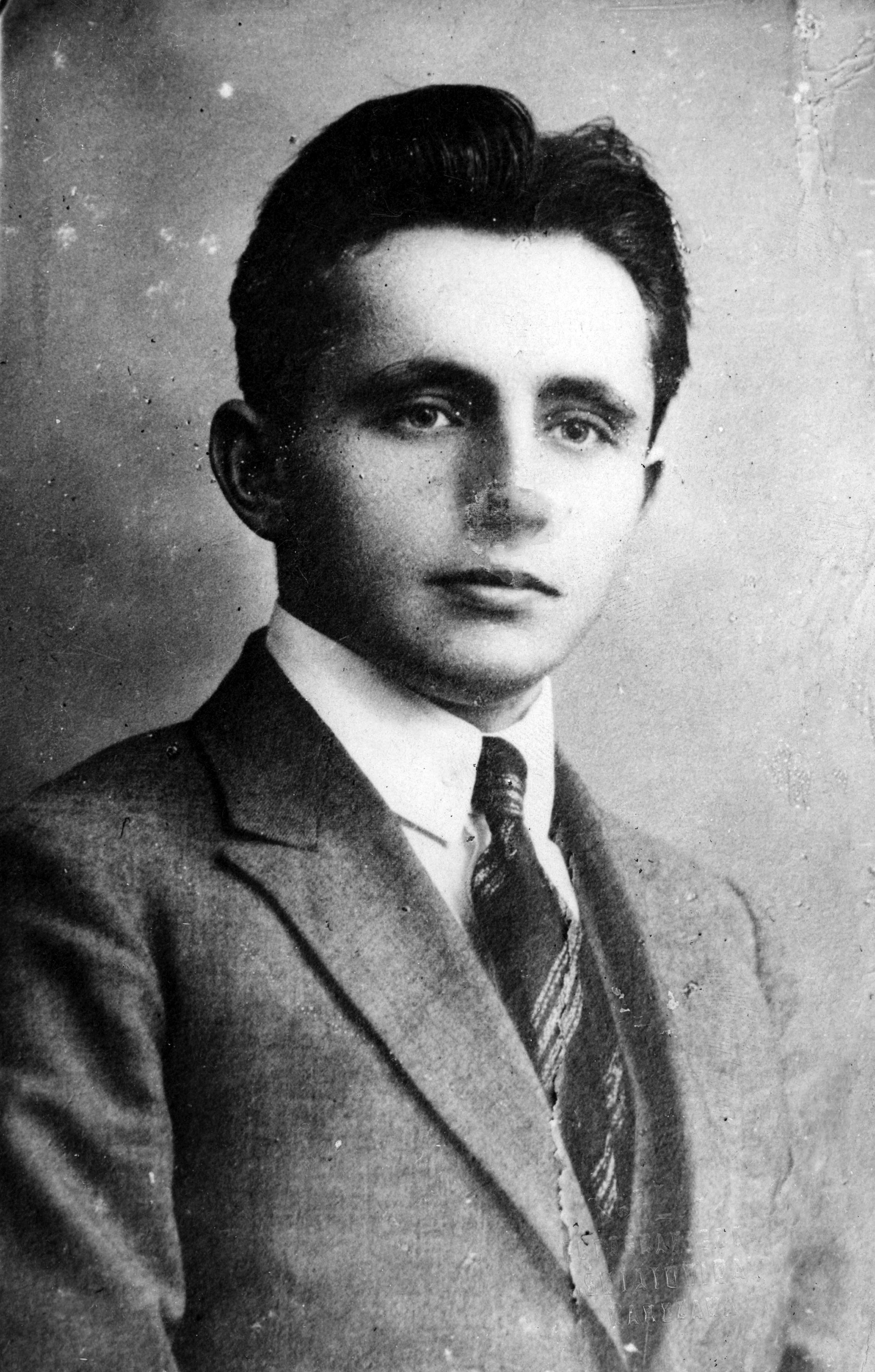
Patron szkoły – Stanisław Dubois

- 1945 r. – Inauguracja pierwszego roku szkolnego Państwowego Koedukacyjnego Gimnazjum i Liceum przez dyrektor Leonię Kalinowską; przeniesienie siedziby szkoły z ulicy Traugutta 14 na ulicę Zwycięstwa 113.
- 1946 r. – Pierwsza matura klasy realizującej przyspieszony program liceum; zorganizowanie biblioteki szkolnej.
- 1947 r. – Przeniesienie szkoły do kolejnej siedziby przy ulicy Stalingradzkiej 1 (po zmianie – Komisji Edukacji Narodowej); nadanie szkole imienia Stanisława Dubois i wręczenie jej sztandaru ufundowanego przez Komitet Obywatelski; powstanie Kółka Dramatycznego i Recytatorskiego, przekształconego w późniejszych latach w Kółko Teatralne.
- 1948 r. – Wmurowanie w holu szkoły tablicy pamiątkowej poświęconej patronowi szkoły; zmiana nazwy na I Liceum Ogólnokształcące im. Stanisława Dubois w Koszalinie.
- 1952 r. – W skrzydle od ulicy Konstytucji 3 Maja zorganizowano Szkołę Podstawową nr 6, która miała współtworzyć jednolitę szkołę jedenastoletnią, do czego w kolejnych latach nie doszło[3]
- 1957 r. – Zorganizowanie Spółdzielni Uczniowskiej, która prowadziła sklepik szkolny.
- 1960 r. – Pierwszy Zjazd Absolwentów zorganizowany z okazji 15-lecia szkoły; zdobycie Pucharu Polski przez męską drużynę koszykówki.
- 1962 r. – Zawieszenie w holu szkoły portretu patrona szkoły, Stanisława Dubois, przygotowanego przez koszalińskiego artystę malarza Ryszarda Siennickiego; założenie Zespołu Żywego Słowa, który w 1967 i 1968 r. zdobył 1. nagrodę w Wojewódzkim Konkursie Teatrów Poezji za inscenizację „Księżnej Trubeckiej” M. Niekrasowa oraz „Powrotu księcia Eryka” Czesława Kuriaty.
- 1966 r. – Brak naboru do klas I – ze względu na reformę systemu szkolnego (klasy VIII w szkole podstawowej).
- 1967 r. – Przekształcenie szkoły w liceum czteroletnie na skutek reformy oświaty; 1. miejsce w siatkówce juniorek w Mistrzostwach Województwa Koszalińskiego, od tej pory siatkarska drużyna juniorek zdobywała mistrzowski tytuł co rok, aż do 1977 r.
- 1970 r. – II Zjazd Wychowanków i Absolwentów; podjęcie uchwały o organizowaniu zjazdów co pięć lat; uznanie 4 marca dniem święta szkoły; pierwszy raz w historii nie odbywa się matura – ze względu na wdrożenie reformy systemu szkolnego.
- 1971 r. – Objęcie stanowiska dyrektora szkoły przez Lecha Żyłę, który będzie pełnić tę funkcję przez 27 lat, a za zasługi dla szkoły i miasta zostanie uhonorowany nadaniem rondu położonemu w pobliżu szkoły jego imienia.
- 1974 r. – Objęcie stanowiska wicedyrektora szkoły przez Romana Gruchałę, będzie pełnić tę funkcję przez 28 lat; Pierwsze miejsce w koszykówce juniorów i juniorek w Wojewódzkich Igrzyskach Młodzieży Szkolnej.
- 1975 r. – III Zjazd Absolwentów; 1. miejsce w koszykówce juniorów i juniorek w Mistrzostwach Wojewódzkich Młodzieży Szkolnej.
- 1976 r. – Pierwsze miejsce w koszykówce dziewcząt w Mistrzostwach Polski Szkół Ponadpodstawowych o puchar redakcji „Sportowca”.
- 1978 r. – Pierwsze miejsce dziewcząt w Wojewódzkiej Spartakiadzie Strzeleckiej.
- 1979 r. – Pierwsze miejsce w koszykówce dziewcząt i chłopców w Mistrzostwach Wojewódzkich Szkół Średnich.
- 1980 r. – Przekształcenie szkoły w Zespół Szkół Ogólnokształcących im. Stanisława Dubois, w skład którego wchodzą I Liceum Ogólnokształcące oraz Liceum dla Dorosłych Zaoczne; IV Zjazd Absolwentów.
- 1981 r. – Zdobycie Mistrzostwa Polski przez koszykarki SZS AZS Koszalin, a w składzie drużyny siedem uczennic I LO: V. Gawęcka, M. Wołujewicz, J. Jankowska, E. Kwiatkowska, R. Dudek, J. Janiak, B. Samitowska; zawieszenie zajęć w związku z wprowadzeniem stanu wojennego.
- 1983 r. – Powstanie pierwszego w Polsce Szkolnego Teatru Anglojęzycznego.
- 1985 r. – Pierwsza edycja Festiwalu Piosenki Angielskiej; V Zjazd Absolwentów.
- 1990 r. – VI Zjazd Absolwentów.
- 1991 r. – Powstanie Klubów Młodych Talentów, w późniejszych latach przekształconych w Koła Młodych Talentów, w ramach których nauczyciele I LO w Koszalinie prowadzą zajęcia z uzdolnionymi uczniami szkół podstawowych regionu.
- 1992 r. – Powstanie pierwszej klasy wstępnej, tzw. „zerówki”, jako oferty edukacyjnej dla młodzieży ostatnich klas szkół podstawowych; przyjęcie szkoły do Towarzystwa Szkół Twórczych; powstanie pierwszej klasy autorskiej (IC dziennikarska) z programem zatwierdzonym przez władze oświatowe;
- 1993 r. – Rozpoczęcie działalności radiowęzła szkolnego.
- 1994 r. – Ukazanie się pierwszego numeru szkolnej gazety „Tytuł”; przyjęcie szkoły do Szkół Stowarzyszonych UNESCO.
- 1995 r. – Pierwsza międzynarodowa wymiana młodzieży z niemiecką szkołą Illertal Gimnasium w Vöhringen w Bawarii; nawiązanie współpracy z Fundacją im. Stefana Batorego; VII Zjazd Absolwentów.
- 1996 r. – Zebranie założycielskie Towarzystwa Wychowanków, Wychowawców i Przyjaciół Gimnazjum i Liceum im. St. Dubois; inauguracja cyklicznej działalności Kawiarni Szkockiej; zorganizowanie konferencji naukowej Towarzystwa Szkół Twórczych; gazetka szkolna „Tytuł” zajmuje trzecie miejsce w Ogólnopolskim Konkursie organizowanym przez Fundację im. Stefana Batorego.
- 1998 r. – Odsłonięcie pomnika Adama Mickiewicza przy ul. 1 Maja (w sąsiedztwie szkoły) wzniesionego z inicjatywy uczniów i nauczycieli I LO; otwarcie nowej hali sportowej; powstanie Koszalińskiego Uczniowskiego Klubu Sportowego Dubois.
- 1999 r. – W pierwszym ogólnopolskim rankingu szkół ponadgimnazjalnych zorganizowanym przez miesięcznik Perspektywy i dziennik Rzeczpospolita szkoła zajmuje 43. miejsce w Polsce i 1. w województwie zachodniopomorskim, utrzymując się od tego czasu w czołówce szkół klasyfikowanych w tym rankingu; w rankingu „Głosu Koszalińskiego” szkoła zajmuje pierwsze miejsce w województwie.
- 2000 r. – Nawiązanie współpracy i rozpoczęcie regularnej wymiany młodzieży z Lycée Paul Guérin w Niort we Francji; odsłonięcie na budynku hali sportowej tablicy pamiątkowej poświęconej dyrektorowi Lechowi Żyle; inauguracja programu DSD II umożliwiającego uczniom klas maturalnych przystąpienie do egzaminu i zdobycie certyfikatu DSD II potwierdzającego biegłą znajomość języka niemieckiego w mowie i piśmie na poziomie znajomości języka obcego C1; VIII Zjazd Absolwentów.
- 2001 r. – Odsłonięcie tablicy pamiątkowej na budynku pierwszej siedziby szkoły przy ul. Traugutta 14; rok szkolny bez naboru do klas pierwszych ze względu na kolejną reformę edukacji.
- 2002 r. – Powrót do nazwy I Liceum Ogólnokształcące im. Stanisława Dubois; przekształcenie szkoły w trzyletnie liceum ponadgimnazjalne; rozpoczęcie działalności charytatywnej przez Stowarzyszenie Dobrych Serc; podjęcie nauki w liceum przez pierwszych absolwentów nowo wprowadzonych gimnazjów.
- 2003 r. – Szkoła zostaje uznana przez Komitet Główny Olimpiady za najlepsze liceum w Polsce w Olimpiadzie Wiedzy o Polsce i Świecie Współczesnym.
- 2004 r. – Szkoła otrzymuje tytuł „Zachodniopomorskiej Szkoły Jakości”; ukończenie szkoły przez ostatni rocznik czteroletniego liceum.
- 2005 r. – Ukończenie szkoły przez pierwszy rocznik liceum trzyletniego; pierwsza Nowa Matura zakończona sukcesem – maturę zdają wszyscy uczniowie z wynikami powyżej średnich: krajowej i wojewódzkiej; zdobycie tytułu Mistrza Województwa Zachodniopomorskiego przez drużynę piłki ręcznej chłopców; zajęcie przez I LO drugiego miejsca w województwie w rywalizacji sportowej we wszystkich dyscyplinach łącznie; spektakl „Ziomale Mickiewicza” w wykonaniu uczniów I LO wystawiony na deskach Bałtyckiego Teatru Dramatycznego; IX Zjazd Absolwentów Liceum.
- 2006 r. – Zwycięstwo grupy teatralnej w Ogólnopolskim Festiwalu Teatrów Francuskojęzycznych Szkół Średnich; odsłonięcie tablicy pamiątkowej na drugiej siedzibie szkoły przy ul. Zwycięstwa 113 w Koszalinie..
- 2007 r. – Zdobycie pierwszego miejsca w Wojewódzkim Przeglądzie Chórów i Zespołów Kameralnych w Szczecinie przez chór szkolny „Cantabile”; podpisanie umowy o współpracy z Politechniką Koszalińską; powstanie Szkolnego Koła Wolontariatu; zdobycie tytułu Mistrza Województwa Zachodniopomorskiego przez drużynę piłki ręcznej chłopców.
- 2008 r. – Otwarcie szkolnego obserwatorium astronomicznego; przyznanie pierwszego tytułu  Absolwenta Roku dla najlepszego ucznia; odsłonięcie w holu szkoły tablicy poświęconej pierwszym nauczycielom I LO.

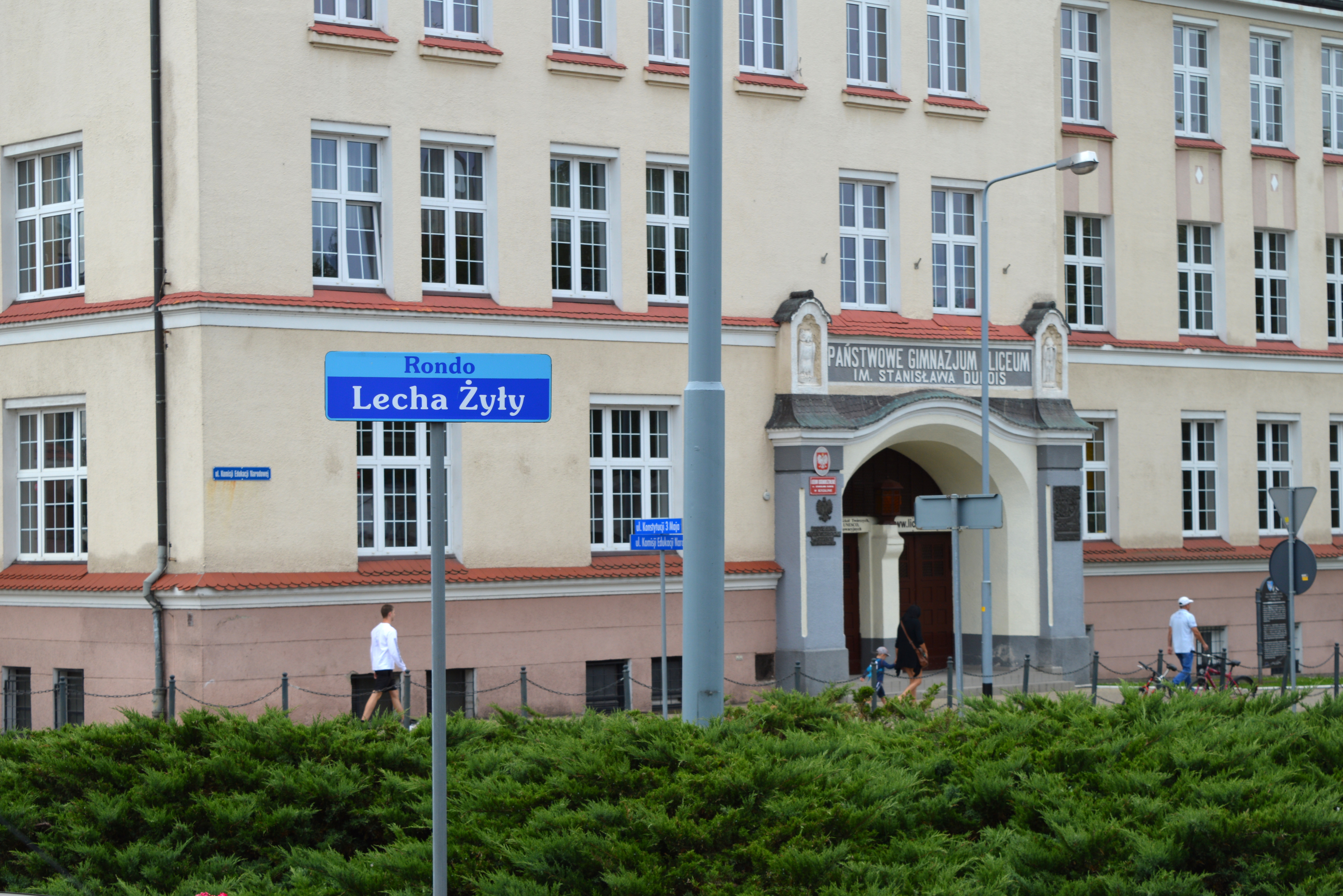
Rondo im. Lecha Żyły

- 2009 r. – Udział uczniów w niemieckim programie dla najzdolniejszych uczniów „Campus of Excellence”; przyznanie pierwszego tytułu Absolwenta-Prymusa dla ucznia z najwyższą średnią ocen.
- 2010 r. – Nadanie rondu przy I LO nazwy Rondo Lecha Żyły; zainicjowanie udziału w seminariach obywatelskich „Girls bite! – Mädchen zeigen Zähne“, cyklicznych polsko-niemieckich spotkaniach młodych dziewcząt z Polski i Niemiec; zainicjowanie udziału w dwuletnim projekcie bałtyckim „Kulturalne odkrycie wybrzeża Morza Bałtyckiego”; X Zjazd Absolwentów.
- 2011 r. – Rozpoczęcie realizacji dwuletniego projektu międzynarodowego „Digital Storytelling” w ramach programu Unii Europejskiej Comenius; uruchomienie e-kiosku; nadzwyczajny Zjazd Towarzystwa Wychowanków z okazji XV-lecia jego powstania.
- 2012 r. – Obchody stulecia budynku szkoły; rozpoczęcie nauki w szkole przez uczniów pierwszej klasy zreformowanego liceum; wymiana uczniowska z liceum Leonarda da Vinci w Montaigu; uzyskanie rekordowej liczby tytułów w olimpiadach przedmiotowych: 8 tytułów laureata i 21 tytułów finalisty.
- 2014 r. – Inauguracja programu „Szkoła w chmurze” polegającego na wykorzystaniu w dydaktyce najnowocześniejszych technologii informacyjnych; inauguracja projektu „Nowoczesna szkoła, równe szanse” w ramach programu UE Erasmus+; oddanie do użytku nowego boiska sportowego zbudowanego w ramach Budżetu Obywatelskiego dzięki inicjatywie uczniowskiej; zdobycie tytułu Mistrza Województwa Zachodniopomorskiego przez drużynę koszykarską chłopców; drużyna KUKS Dubois bierze udział w rozgrywkach ogólnopolskiej II ligi koszykówki mężczyzn.
- 2015 r. – Katarzyna Jarczewska i Oskar Wiśniewski zostają laureatami ogólnopolskiego konkursu „Matura na 100%” zorganizowanego przez Fundację Zawsze Warto[4]; zdobycie tytułu Mistrza Województwa Zachodniopomorskiego przez drużynę koszykarską chłopców; udział uczniów w konferencji Balmun w Rostocku; Ksawery Kalicki z okazji 70-lecia szkoły komponuje utwór zatytułowany „Polonez Dubois”; XI Zjazd Absolwentów.
- 2016 – Zorganizowanie konferencji naukowej Towarzystwa Szkół Twórczych i Stowarzyszenia Szkół Aktywnych; uczeń Konrad Majewski zajmuje pierwsze miejsce w ogólnopolskim konkursie stypendialnym dla wyróżniających się uczniów szkół ponadgimnazjalnych „Młode Diamenty 2016”; zdobycie tytułu Mistrza Województwa Zachodniopomorskiego przez drużynę koszykarską chłopców; nadzwyczajny Zjazd Towarzystwa Wychowanków z okazji XX-lecia jego powstania; dyrektor Rafał Janus uhonorowany tytułem Profesora Oświaty.
- 2017 r. – Zainaugurowanie dwuletniego projektu „Wsparcie na starcie”, którego celem jest rozwijanie zainteresowań uczniów związanych z projektowaniem i programowaniem komputerowym oraz podniesienie kompetencji cyfrowych uczniów; zdobycie dwóch tytułów Mistrza Województwa Zachodniopomorskiego w pływaniu przez drużynę chłopców i dziewcząt; uhonorowanie nauczycielki chemii Danuty Miotk dyplomem i medalem Polskiego Towarzystwa Chemicznego – za wybitną działalność na rzecz edukacji chemicznej.
- 2018 r. – Projekt „Odjazdowa Sztuka Koszalińska” zrealizowany przez uczennice I LO w ramach olimpiady Zwolnieni z Teorii zdobywa główną nagrodę – „Złotego Wilka” – za najlepszy projekt w Polsce w kategorii kultura; nauczyciel matematyki, Paweł Rudecki, uhonorowany tytułem Profesora Oświaty; uczennica Aleksandra Bujalska laureatką ogólnopolskiego konkursu „Matura na 100%”; rozpoczęcie realizacji projektu „Cztery pory roku na niebie” w ramach programu UE Erasmus+.
- 2019 r. – Inauguracja roku szkolnego podwójnego rocznika; przekształcenie I LO w czteroletnie liceum ogólnokształcące; uczennice Magdalena Rygorowicz i Zuzanna Szymańska zostały posłankami na XXV sesję Sejmu Dzieci i Młodzieży; powstanie murala ukazującego Stanisława Dubois na pawilonie w pobliżu szkoły autorstwa Tomasza Żuka „Cukina”; uczennica Agata Starkowska finalistką ogólnopolskiego konkursu „Matura na 100%”.
- 2020 r. – Czasowe zawieszenie działalności szkoły w związku z pandemią koronawirusa i chorobą COVID-19 – wprowadzenie nauczania na odległość; zapoczątkowanie realizacji dwóch projektów w ramach programu UE Erasmus+: „Architektura – podróż w czasie i przestrzeni” i „Pamięć Europy – wydarzenia historyczne i ich wpływ na współczesne pokolenie”; obchody 75-lecia I LO; uczeń Jakub Grzejdak laureatem ogólnopolskiego konkursu „Matura na 100%”.
- 2023 r. – Uczennica Oliwia Mąka i uczeń Borys Pieńkowski zostają laureatami ogólnopolskiego konkursu „Matura na 100%”[5].

## Siedziba szkoły

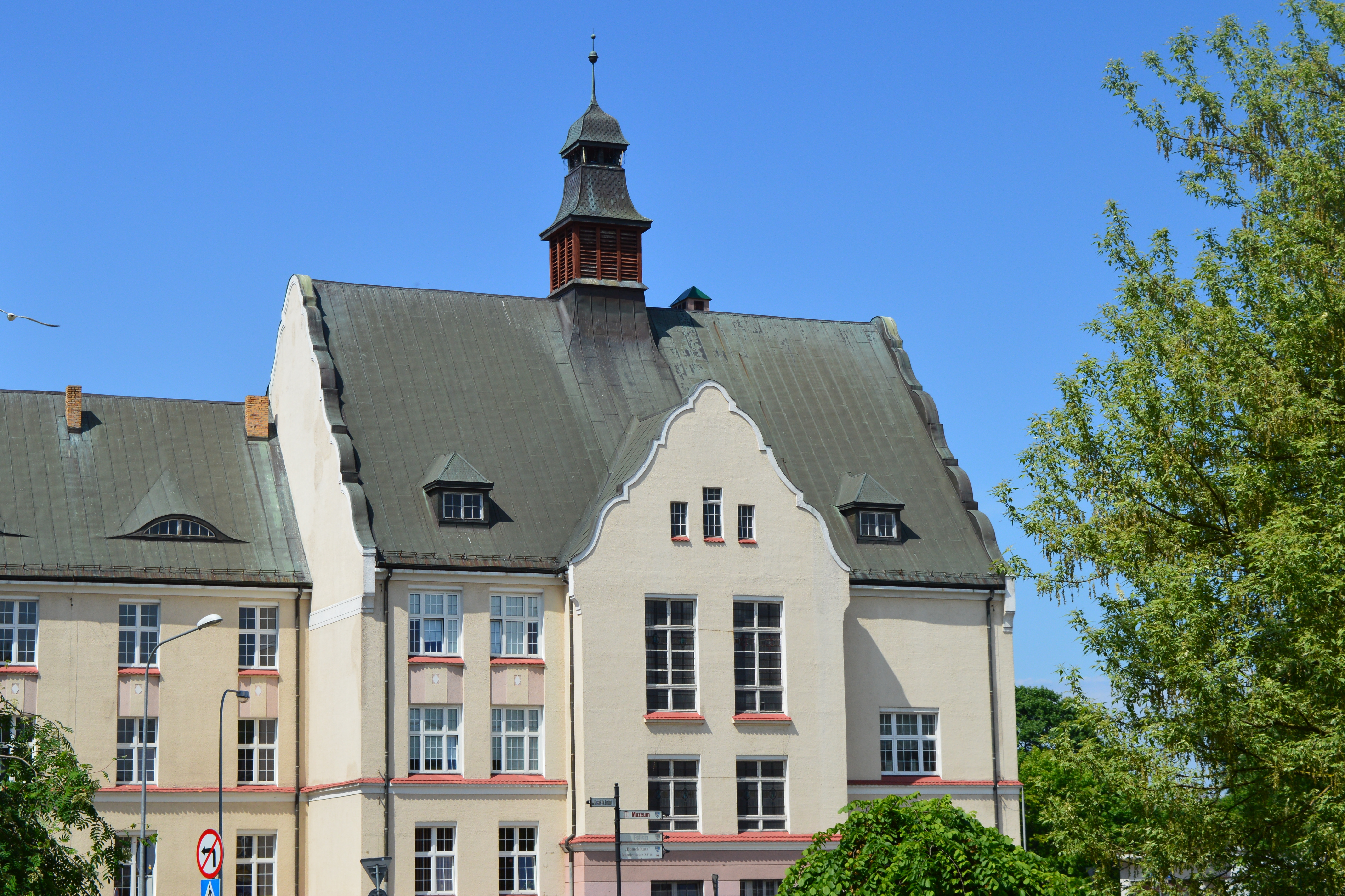
Siedziba szkoły przy ul. Komisji Edukacji Narodowej 1

Pierwszą siedzibą szkoły we wrześniu 1945 r. był budynek przy ul. Traugutta 14. Po kilkunastu dniach szkołę przeniesiono na dwa lata do pomieszczeń przy ul. Zwycięstwa 113. Z kolei w listopadzie 1947 r., zgodnie z pierwotnym przeznaczeniem, stałą siedzibą szkoły stał się budynek przy ówczesnej ul. Stalingradzkiej 1 (po transformacji ustrojowej – ulica Komisji Edukacji Narodowej 1). Budynek ten powstał w 1912 r. z inicjatywy Luizy Freitag, która otworzyła w nim niemiecką średnią szkołę żeńską im. Księżnej Bismarck. Podczas II wojny światowej znajdował się tu szpital dla żołnierzy niemieckich, a tuż po wojnie był to budynek radzieckiego szpitala wojskowego. Latem 1947 r. gmach przejęły polskie władze miejskie, które po remoncie przekazały go na siedzibę Gimnazjum i Liceum im. Stanisława Dubois. W 2012 r. w szkole odbyła się uroczystość z okazji 100-lecia budynku, podczas której między innymi wmurowano tubus pamięci z informacjami dla przyszłych pokoleń o szkole i ludziach w niej pracujących, odsłonięto tablicę pamiątkową oraz zorganizowano „Noc w Dubois” z lekcjami w stylu z początku XX wieku.

## Dyrektorzy szkoły

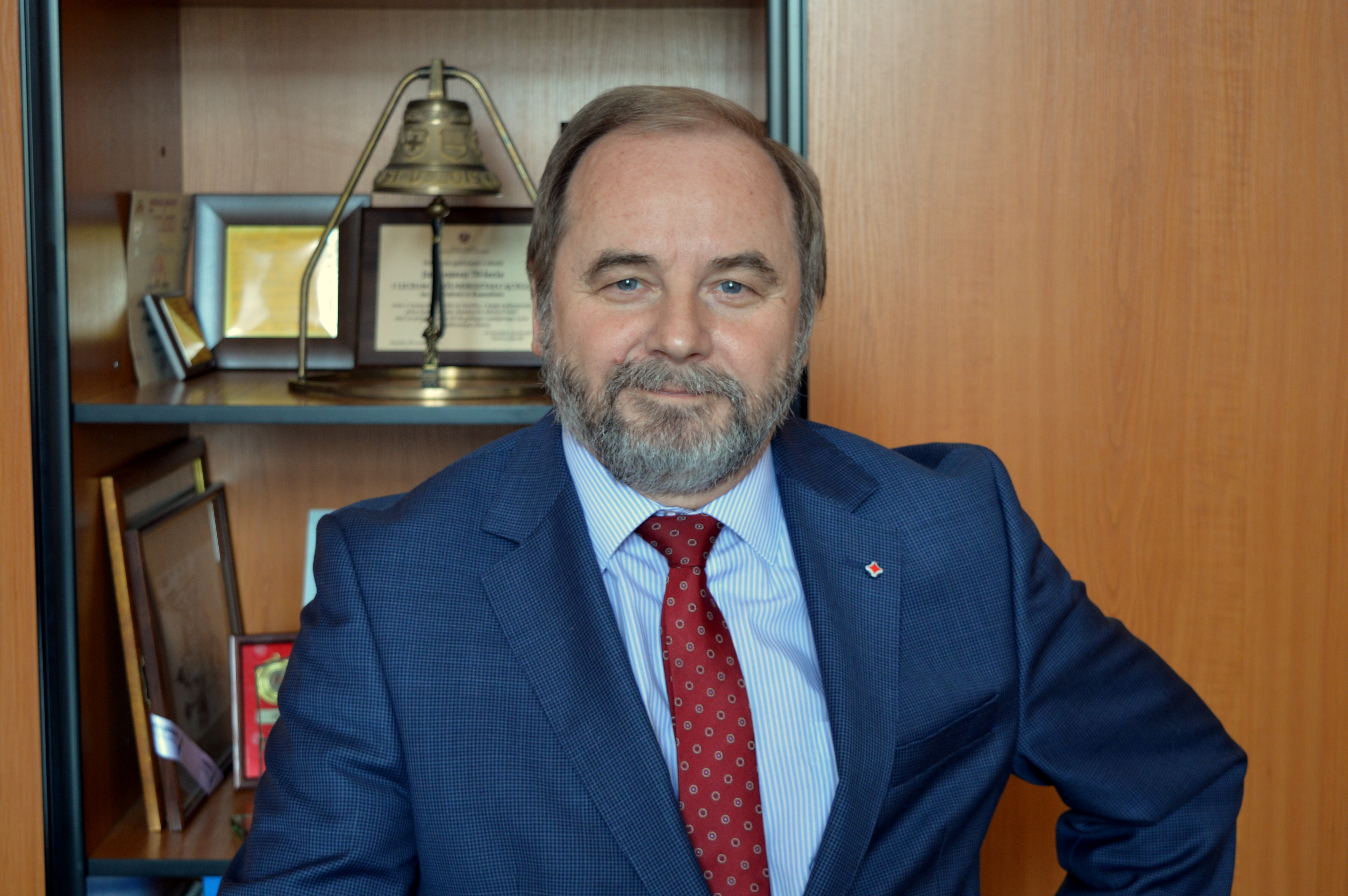
Rafał Janus – dyrektor szkoły w latach 1998-2023

Od początku istnienia szkoły do 31.08.2023 r. kierowało nią 13 dyrektorów:

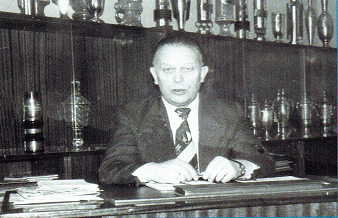
Lech Żyła – dyrektor szkoły w latach 1971-1998

- Leonia Kalinowska (1.09.1945 r. – 30.10.1945 r.)
- Roman Sierociński (1.11.1945 r. – 15.03.1946 r.)
- Jan Laskowski (15.03.1946 r. – 30.08.1950 r.)
- Edward Pikutowski (1.09.1950 r. – 14.02.1951 r.)
- Zofia Witczyńska (15.02.1951 r. – 31.08.1951 r.)
- Tadeusz Pozorski (1.09.1951 r. – 31.08.1952 r.)
- Edward Matyja (1.09.1952 r. – 31.08.1953 r.)
- Jadwiga Jelec (1.09.1953 r. – 18.06.1964 r.)
- Mieczysław Statkiewicz (1.09.1964 r. – 31.03.1968 r.)
- Henryk Trząskowski (1.05.1968 r. – 31.08.1969 r.)
- Izabela Mieloch (1.09.1969 r. – 31.08.1971 r.)
- Lech Żyła (1.09.1971 r. – 31.08.1998 r.)
- Rafał Janus (1.09.1998 r. – 31.08.2023 r.)

Od 1.09.2023 r. dyrektorem szkoły jest Paweł Rudecki.

## Honorowi nauczyciele
Tytuł „Honorowego Nauczyciela Szkoły” przyznawany jest od 2000 r. przez Towarzystwo Wychowanków, Wychowawców i Przyjaciół Gimnazjum i Liceum im. Stanisława Dubois podczas zjazdów absolwentów. W 2018 tytuł ten posiada 12 nauczycieli: Mirosława Sklenarska, Zofia Wąs-Zięba, Józef Puczyński, Henryk Trząskowski, Maria Poniatowska, Maria Hamowska, Maria Łukaszewska, Mirosława Bieńkowska, Teresa Korolewicz, Urszula Początek, Maria Dąbrowska, Halina Michalak.

## Olimpiady przedmiotowe
W ciągu czterdziestokilkuletniej historii zmagań olimpijskich I LO miało ponad 450 laureatów i finalistów ogólnopolskich olimpiad przedmiotowych. Najwyższe wyniki w historii szkoły osiągnęli:
- Janusz Psiuch – pierwsze miejsce na Ogólnopolskiej Olimpiadzie Historycznej (1977 r.)
- Marlena Zimna – brązowy medal na Międzynarodowej Olimpiadzie Języka Rosyjskiego w Moskwie (1986 r.)
- Olgierd Cybulski – brązowy medal na Międzynarodowej Olimpiadzie Fizycznej na Kubie (1991 r.)
- Adam Puchalski – pierwsze miejsce na Ogólnopolskiej Olimpiadzie Wiedzy o Polsce i Świecie Współczesnym (2001 r.)
- Agata Dziadul – pierwsze miejsce na Ogólnopolskiej Olimpiadzie Literatury i Języka Polskiego (2008 r.)
- Michał Sikora – pierwsze miejsce na Ogólnopolskiej Olimpiadzie Historycznej (2012 r.)
- Krzysztof Szyszka – brązowy medal na Międzynarodowej Olimpiadzie Astronomicznej w Grecji (2013 r.)
- Jakub Turczyn – pierwsze miejsce na Ogólnopolskiej Olimpiadzie Literatury i Języka Polskiego (2013 r.)
- Tomasz Kucharczyk – pierwsze miejsce na Ogólnopolskiej Olimpiadzie Historycznej (2013 r.)
- Konrad Majewski – brązowy medal na Międzynarodowej Olimpiadzie Biologicznej w Danii (2015 r.)

## Odznaczenia i wyróżnienia
Wymiernymi efektami kształcenia są osiągnięcia naukowe i sportowe uczniów, najwyższe wyniki egzaminów maturalnych w mieście i regionie, przyznane szkole odznaczenia i wyróżnienia oraz wysokie miejsca w rankingach szkół średnich:
- 1966 r. – Medal 1000-lecia Państwa Polskiego
- 1970 r. – Medal i Dyplom Honorowy „Za zasługi dla Miasta Koszalina”
- 1975 r. – Medal Komisji Edukacji Narodowej
- 1985 r. – Krzyż Kawalerski Orderu Odrodzenia Polski
- 2003 r. – Szkoła zostaje uznana przez Komitet Główny Olimpiady za najlepsze liceum w Polsce w Olimpiadzie Wiedzy o Polsce i Świecie Współczesnym
- 2004 r. – Tytuł „Zachodniopomorska Szkoła Jakości”
- 2012 r. – Statuetka „Koszaliński Orzeł”
- 2015 r. – Tytuł „Złota Szkoła” w rankingu Perspektyw i Rzeczpospolitej
- 2016 r. – Tytuł „Srebrna Szkoła” w rankingu Perspektyw i Rzeczpospolitej
- Od 2017 r. – Tytuł „Złota Szkoła” w rankingu Perspektyw i Rzeczpospolitej
- 2018 r. – Przyznanie przez Polskie Towarzystwo Geograficzne pierwszego miejsca w okręgu szczecińskim biorąc pod uwagę sukcesy szkół w Olimpiadzie Geograficznej w latach 1975–2017

## Szkoła w stowarzyszeniach
Szkoła współpracuje z następującymi organizacjami:
- Towarzystwo Szkół Twórczych
- Stowarzyszenie Szkół Aktywnych
- Towarzystwo Wychowanków, Wychowawców i Przyjaciół Gimnazjum I Liceum im. St. Dubois w Koszalinie[12]
- Stowarzyszenie Szkół Innowacyjnych Regionu Koszalińskiego
- Szkoły Stowarzyszone UNESCO

## Absolwenci szkoły
- Marzena Diakun – dyrygentka
- Marek Hok – polityk, lekarz
- Leon Kieres – prawnik
- Jerzy Lewitowicz – fizyk
- Ewa Łojkowska – biotechnolożka
- Dariusz Łukowski – wojskowy
- Leszek Malinowski – aktor
- Michał Sutowski – publicysta
- Przemysław Staroń – nauczyciel, aktywista społeczny
- Piotr Zientarski – polityk
- Łukasz Żal – operator filmowy.